# الهندوسية في جنوب شرق آسيا
للهندوسية في جنوب شرق آسيا أثر عميق في تطور المنطقة الثقافي وفي تاريخها. مع انتشار الكتب المقدسة الهندية من الهند، دخل أهل جنوب شرق آسيا في المرحلة التاريخية حين أنتجوا أول نقوشهم بين القرنين الأول والخامس للميلاد. أما اليوم، فليس في جنوب شرق آسيا هندوس ملتزمون إلا الهنود الذين يسكنون فيه والأقليات البالينية والتنغرية في إندونيسيا، وأقلية التشام في كمبوديا وجنوب فيتنام.
حوّلت الثقافة الهندوسية البناء المجتمعي وغيّرته وغيّرت شكل الحكومة في السياسات الإقليمية في جنوب شرق آسيا. مع تشكّل الممالك المهنَّدة، تحولت الحكومات الصغيرة الأهلية التي يقودها زعماء محليون إلى ممالك كبيرة وإمبراطوريات يقودها الماهاراجا بمفاهيم كفاءة سياسية مشابهة للتي في الهند. وبفضل الهندوسية نشأت حضارة التشامبا في الأجزاء الجنوبية من وسط فيتنام، وحضارة فونان في كمبوديا، وإمبراطورية الخمير في الهند الصينية، ومملكة لانغكاسوكا وكيدا القديمة في شبه جزيرة الملايو، ومملكة سريفيجايا في سومطرة، ومملكة ميدانغ ومملكة سينغاساري وإمبراطورية ماجاباهيت في جاوة، وبالي وأجزاء من أرخبيل الفلبين. أثرت الثقافة الهندية في اللغات والكتب والتراث المدوَّن والآداب والتقاومي والأديان والفنون لهذه الشعوب والأمم.

## التاريخ

### العصر القديم

انتشار الهندوسية في جنوب شرق آسيا

كتب العلماء الهنديون عن مملكة الدويبانتارا (أو جاوا دويبا) الهندوسية في جاوة وسومطرة في نحو عام 200 قبل الميلاد. وأُشير إلى «ياوادفيبا»، في ملحمة هندية أقدم، هي ملحمة الرامايانا. أرسل سوغريفا، وهو قائد جيش راما، رجاله إلى جاوا دويبا في جزيرة جاوا بحثًا عن سيتا. وأشير إليها حينئذ باسمها السنسكريتي «يافاكا دفيبا» (دفيبا في السنسكريتية تعني جزيرة). كان التجار من شرق الهند ومن ممالك جنوب الهند يرحلون إلى جنوب شرق آسيا بين الحين والآخر، لا سيما إلى كالينجا.
تأسست مملكة تارومانغارا المهنّدة في جاوة الغربية في العقد الأول من القرن الخامس الميلادي، وأنتجت نقوشًا من أقدم النقوش في التاريخ الإندونيسي. ظهر نفوذ بوذي واضح في نحو عام 425 في الإقليم. في القرن السادس تقريبًا، تأسست مملكة كالينجا المهندة على الساحل الشمالي لجاوا الوسطى. اشتُقّ اسم مملكة كالينجا من اسم كالينجا على الساحل الشرقي للهند. انخرطت هذه الشعوب البحّارة في جنوب شرق آسيا في أنشطة تجارية كبيرة مع الهند والصين. هذا ما جذب التجار المغول والصينيين واليابانيين والمسلمين، الذين وصلوا إلى منطقة آتشيه في سومطرة في القرن الثاني عشر الميلادي.
توجد اليوم أمثلة من النفوذ الثقافي الهندوسي في أنحاء جنوب شرق آسيا، ويرجع هذا بشكل كبير إلى تراث سلالة التشولا الحاكمة. فعلى سبيل المثال، يُظهر المعبد الكبير في برامبانان في إندونيسيا عددا من التشابهات مع المعمارية الجنوبية الهندية.
حسب تقويم سيجاراه مالايو الملاوي فإن حكام سلطنة ملقا ادعوا أنهم أحفاد ملوك إمبراطورية التشولا. لم يزل حكم التشولا مذكورًا اليوم في ماليزيا حيث يسمى عدد كبير من الأمراء فيها بأسماء تنتهي بلفظ تشولان، منهم راجا تشولان، وهو راجا بيراك.
انتشرت مدرسة التشولا الفنية إلى جنوب شرق آسيا وأثرت في فنونها ومعماريتها.
أشار بعض العلماء إلى أن أساطير إيكشفاكو وسوماتي قد ترجع أصولها إلى الأسطروة الجنوبية الشرقية الآسيوية لولادة الإنسانية من يقطينة مُرّة. تروي أسطورة سوماتي، وهي زوجة الملك ساغار، أنها ولدت ذرية بمساعدة يقطينة مُرّة.

### العصر الحديث

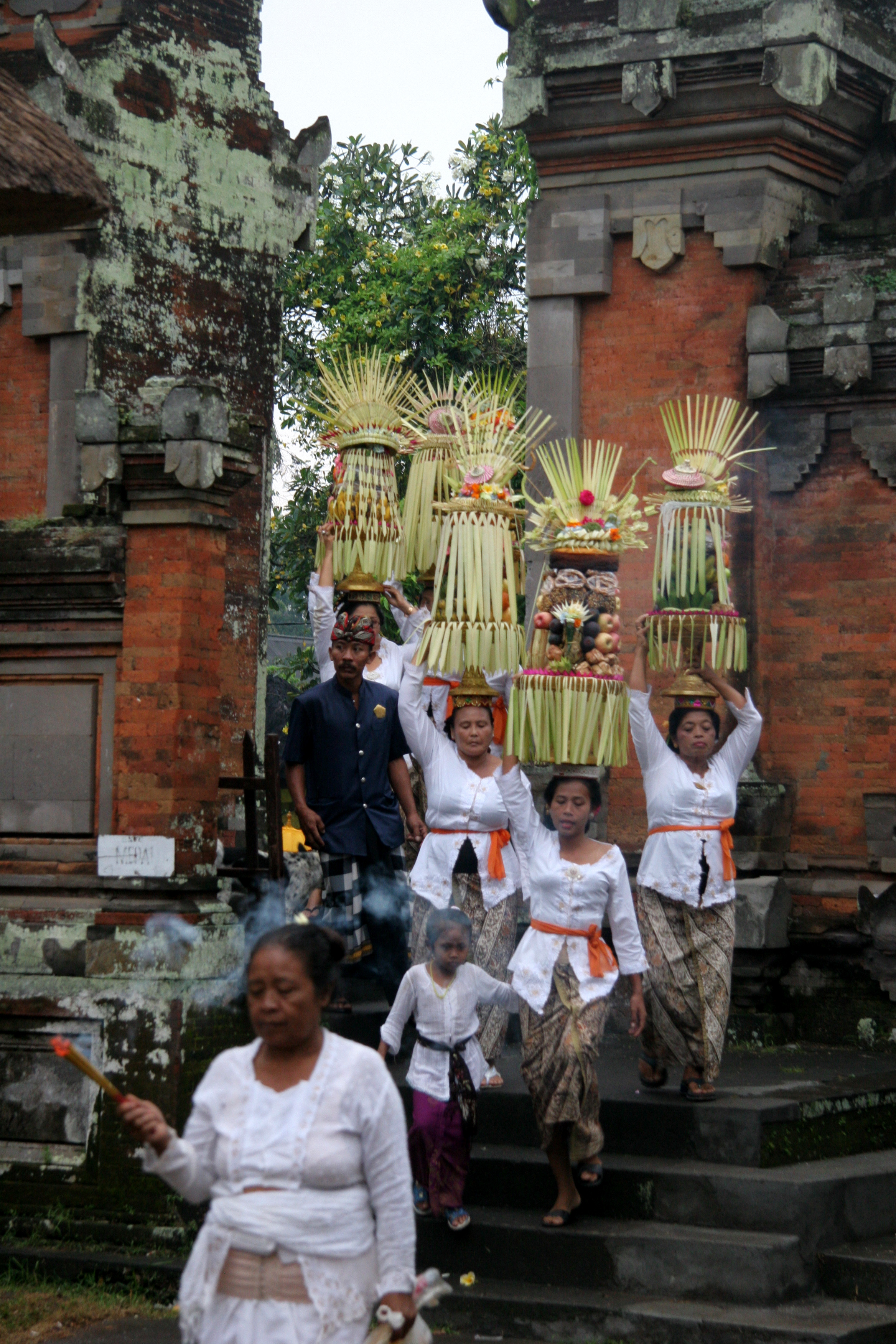
معبد هندوسيّ باليّ في بالي.

لم تزل المجتمعات الهندوسية إلى اليوم باقية في ماليزيا وسنغافورة وتايلاند وميدان (إندونيسيا) والفلبين بسبب وجود الهنود مثل شعب التاميل الذي هاجر من شبه قارة الهند إلى جنوب شرق آسيا في القرون الخالية. من العناصر الملاحظة في هندوسية التاميل احتفال الثايبوسام، وتلاحظ أيضًا احتفالات هندوسية كثيرة مثل الديوالي عند هندوس هذه المنطقة. يمارس التايلنديون والخمير في تايلاند وكمبوديا الشعائر والتقاليد الهندوسية جنبًا إلى جنب مع الدين البوذي، ولم تزل الآلهة الهندسوية مثل براهما مقدّسة على نحو واسع.
أما في إندونيسيا، فلا تقتصر الهندوسية على أحفاد الهنود، بل هي الدين الأساسي عند الباليين، إذ يقدس الإندونيسيون الأصليون والباليون الدارما الهندوسية الأغاما، وهي فرقة من البوذية مأخوذة من التقاليد الجاوية البالية الهندوسية القديمة التي تطورت في الجزيرة على مدى نحو ألفي عام، وهي تحتوي على عناصر روحية محلية. وفي جاوة أقليات أخرى غير الباليين في جيوب صغيرة كالمناطق المجاورة للجبال قرب بركاني برومو وسيميرو، وفي منطقة كارانغانيار في وسط جاوة، وقرب برامبانان، يوغيكارتا. والهندوسية موجودة أيضًا بين أقلية التشام في جنوب فيتنام وكمبوديا، ولكنهم مثل الجاويين، معظمهم مسلمون وقليل منهم هندوس. وفي أجزاء أخرى من إندونيسيا، يستعمل مصطلح الدارما الهندوسية كمظلة جامعة للمعتقدات الروحية المحلية والأديان الأهلية مثل الكاهارينغام الهندي الذي يعتنقه الداياكيون في كاليمانتان.

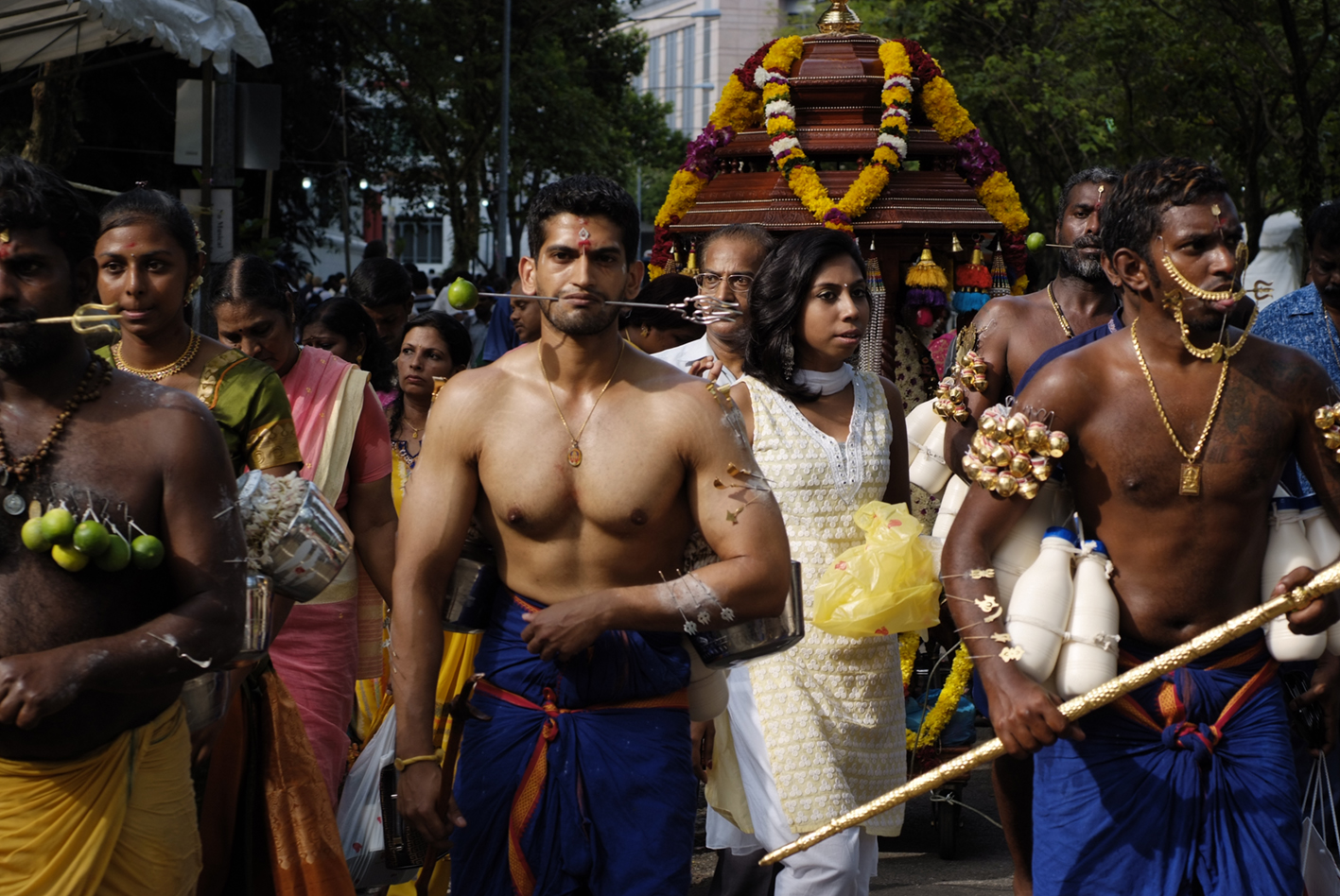
جانب من فعاليات مهرجان تایپوسام في سنغافورة.

يجري اليوم إحياء للديانة الهندوسية في جميع أنحاء إندونيسيا. في أوائل العقد السابع من القرن العشرين، كان شعب التوراجا في جزيرة سولاويسي أول من انتسب إلى مظلة الهندوسية، وتبعه الباتاقيون الكاريون في سومطرة عام 1977 والداياكيون النغاجيون في كاليمانتان عام 1980. في تقرير غير منشور عام 1999، أقر مكتب الإحصائيات الإندونيسي الوطني أن نحو 100 ألف نسمة تحولت من الإسلام إلى المسيحية في العقدين الأخيرين. قدرت وزارة الشؤون الدينية في تقدرات عام 2007 وجود 10 ملايين هندوسي في إندونيسيا على الأقل.
قاد نمو الهندوسية أيضًا نبوءات جاوية كثيرة للكاهنين سابدابالون وجايابايا. ينتمي معظم الهندوسيين الجدد إلى أسر منتسبة إلى الحزب الوطني الإندونيسي الذي أسسه سوكارنو، أما اليوم فيدعمون ميجاواتي سوكارنوبوتري. فالعودة إلى «دين ماجاباهيت» (الهندوسية) عندهم قضية فخر وطني.
ليس في جنوب شرق آسيا اليوم هندوس محليون (غير هنديين) سوى الباليين والتشام البالامونيون. في فيتنام اليوم نحو 160 ألفًا ينتمون إلى أقلية التشام العرقية، معظمهم يعتنق الهندوسية وبعضهم مسلمون. بعد سنين من سيادة الكِنه (الفيتناميين)، ظهرت اليوم بعض الجهود لإحياء ثقافة التشام وبعثها.

## الفلبين
قبل وصول التجار العرب إلى جزيرة سولو عام 1450 وقبل وصول فرناندو ماجلان الذي أبحر من إسبانيا عام 1521، كان رؤساء معظم الجزائر الفلبينية يسمون الراجات، وكان الخط الذي يكتبون به مشتقة من الخط البراهمي. الكارما مفهوم هندوسي وجزء من النظرة الكونية التقليدية التي يحملها الكثير من أهل الفلبين، ولها موازيات مثل الكالما في اللغة البامباناغاية، والغوبا في اللغات الفيسايانية. تظهر الكلمات في كل اللغات الفلبينية آثارًا هندوسية.
أما اليوم، فعدد الهندوسيين في الفلبين قليل، فهم يمثلون 0.1% من الشعب الفلبيني.
اليوم في شارع المهاتما غاندي معبد هندوسي (يرتاده السنديون غالبًا)، ومعبد سيخي في جادة الأمم المتحدة. وكلا المنطقتين في مدينة مانيلا، في منطقة باكو بانداكان، وهي المنطقة التي يكثر فيها الهنود، والمعبدان على بعد نحو 15 دقيقةً مشيًا على الأقدام بعضهما من بعض. والتقديرات اليوم أن في كل الفلبين 22 غوروداوارً، ومعظم أتباعهم من الهنود والسريلانكيين والنيباليين. وفي البلد مجموعات كريشنية متعددة تزداد شعبيتها يومًا بعد يوم.